# 스핑고신
스핑고신(영어: sphingosine)은 불포화 탄화수소 사슬을 가지고 있는 탄소가 18개인 아미노 알코올이며, 스핑고지질의 주요 부분을 형성한다. 스핑고지질은 중요한 인지질인 스핑고미엘린을 포함하는 세포막 지질의 한 종류이다.

## 구조와 기능
스핑고신은 스핑고신 키네이스 1 및 스핑고신 키네이스 2를 통해 생체 내에서 인산화될 수 있다. 스핑고신의 인산화로 인해 강력한 신호 전달 지질인 스핑고신 1-인산이 생성된다.
|  |

세라마이드, 스핑고신, 스핑고신 1-인산과 같은 스핑고지질의 대사산물들은 다양한 세포 과정에 관여하는 지질 신호전달 분자이다.

## 생합성
스핑고신은 팔미토일-CoA와 세린으로부터 디하이드로스핑고신, 다이하이드로스핑고신을 거쳐 합성된다.
|  |

디하이드로스핑고신은 NADPH에 의해 다이하이드로스핑고신(스핑가닌)으로 환원되고, 이어서 FAD에 의해 스핑고신으로 산화된다.
스핑가닌에서 스핑고신으로 이어지는 직접적인 합성 경로는 없다. 먼저 다이하이드로세라마이드로 아실화되어야 하며, 그 다음 다이하이드로세라마이드가 세라마이드로 탈수소화된다. 스핑고신은 리소좀에서 스핑고지질의 분해를 통해 형성된다.

## 추가 이미지

스핑고지질증
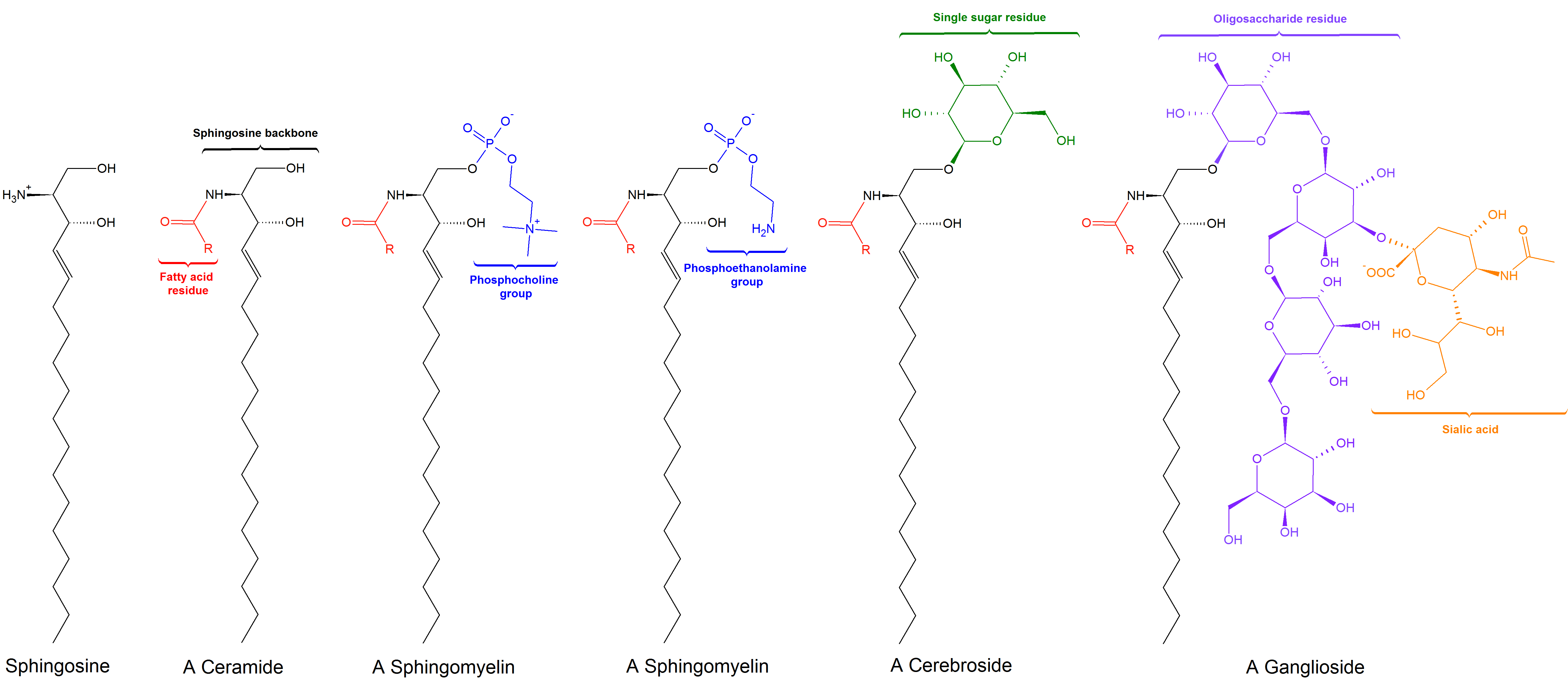
스핑고지질의 일반적인 구조

## 같이 보기
- 스핑고지질
- N,N-다이메틸스핑고신
- 핑골리모드

## 참고 자료
- Radin N (2003). “Killing tumours by ceramide-induced apoptosis: a critique of available drugs”. 《Biochem J》 371 (Pt 2): 243–56. doi:10.1042/BJ20021878. PMC 1223313. PMID 12558497. article
- Carter, H. E., F. J. Glick, W. P. Norris, and G. E. Phillips. 1947. Biochemistry of the sphingolipides. III. Structure of sphingosine 보관됨 2020-02-21 - 웨이백 머신. J. Biol. Chem. 170: 285–295